# Односи Северне Македоније и Албаније
Односи Северне Македоније и Албаније су инострани односи Северне Македоније и Републике Албаније.

## Односи
Македонси министар спољних послова Благоја Ханџиски био у службеној посети Албанији 1997, посета је била договорена за време самита на Криту.
Премијер Албаније Сали Бериша је посетио Скопље новембра 2008.
Мекедонски премијер Никола Груевски је посетио Тирану новембра 2012. Приликом посете је његов аутомобил гађан јајима и пластичним флашама и са јарбола су скинуте и запаљене македонске заставе.
Албанија је део НАТО пакта од 2009. а Северна Македонија преговорава за чланство у НАТО пакту, са тиме да је Премијер Албаније Еди Рама најавио 2015. да ће Албанија ставити вето ако се у потпуности не испуни Охридски споразум из 2001.

### Дипломатски представници

#### У Скопљу
- Башким Рама, амбасадор од 2015.[5]

#### У Тирани
- Стојан Карајанов, амбасадор[6]